# Carlo Caliari
Pour les articles homonymes, voir Caliari et Carletto.

Saint Augustin dicte ses "Règles" aux chanoines de Latran - Galeries de l'Académie

Carlo Caliari, surnommé Carletto, (1570-1596) est un peintre italien de la Renaissance tardive. Il est issu d'un famille d'artistes, étant le fils aîné du célèbre peintre Paolo Caliari, dit Véronèse et le petit-fils d'un sculpteur et tailleur de pierre.

## Biographie

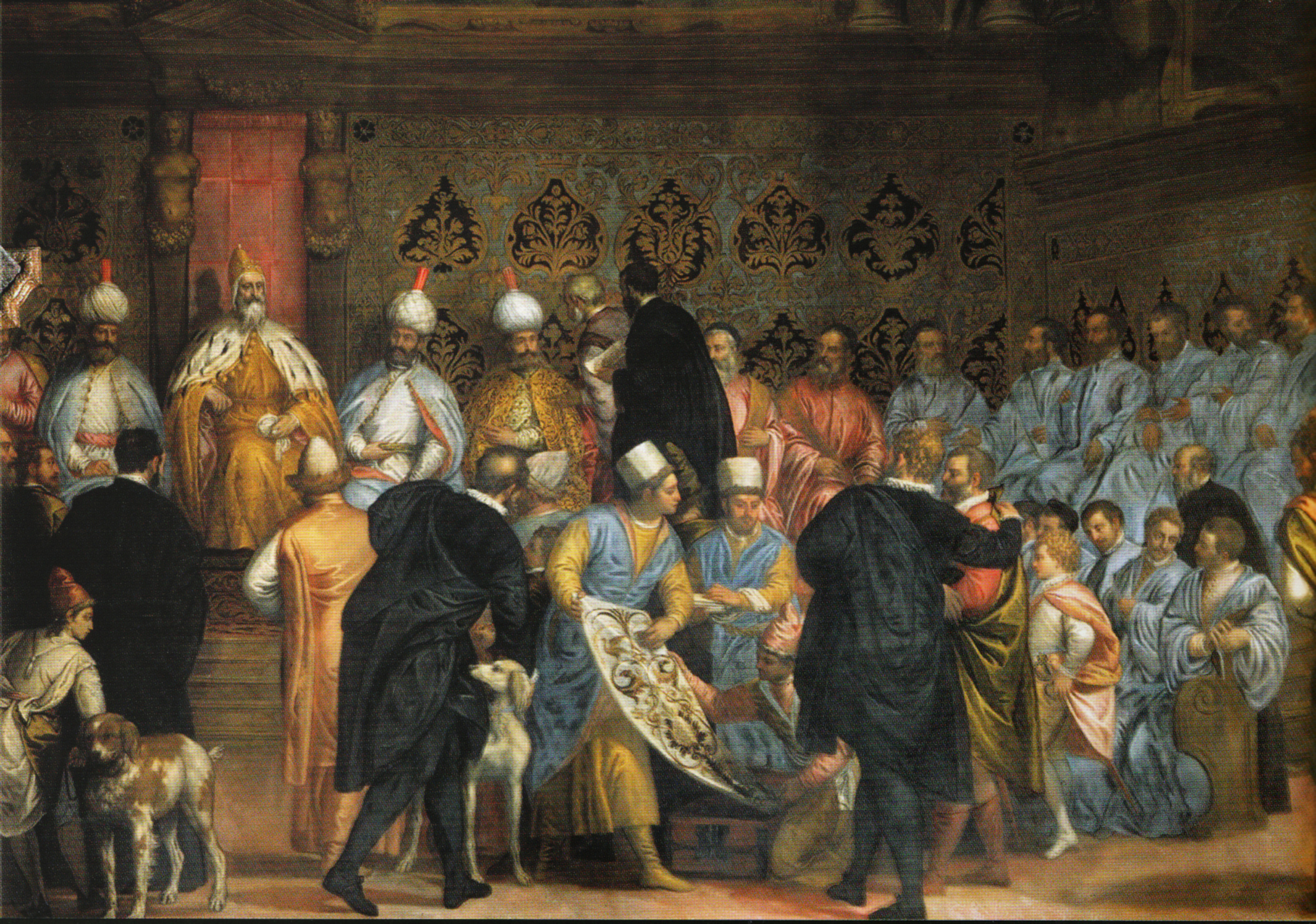
Carlo Caliari et Gabriele Calliari, Première ambassade de Shah Abbas en Europe, ici à Venise - 1595 - Venise - palais des Doges.

Carlo Caliari travailla principalement à Venise où il a hérité de l'atelier de son père, Paolo Caliari, dit Véronèse. 
Avec son frère Gabriele et son oncle Benedetto Caliari, il a collaboré aux œuvres de son père. Au décès de ce dernier en 1588, ils ont tous trois achevé certaines des toiles que Véronèse n'avait pas achevées. Par la suite, lorsque son frère et son oncle sont morts, il est devenu marchand d'art tout en continuant la peinture.
Un jeune peintre de Vérone, Alessandro Turchi, parfois appelé Allessandro Véronèse, a brièvement été l'un de ses élèves.

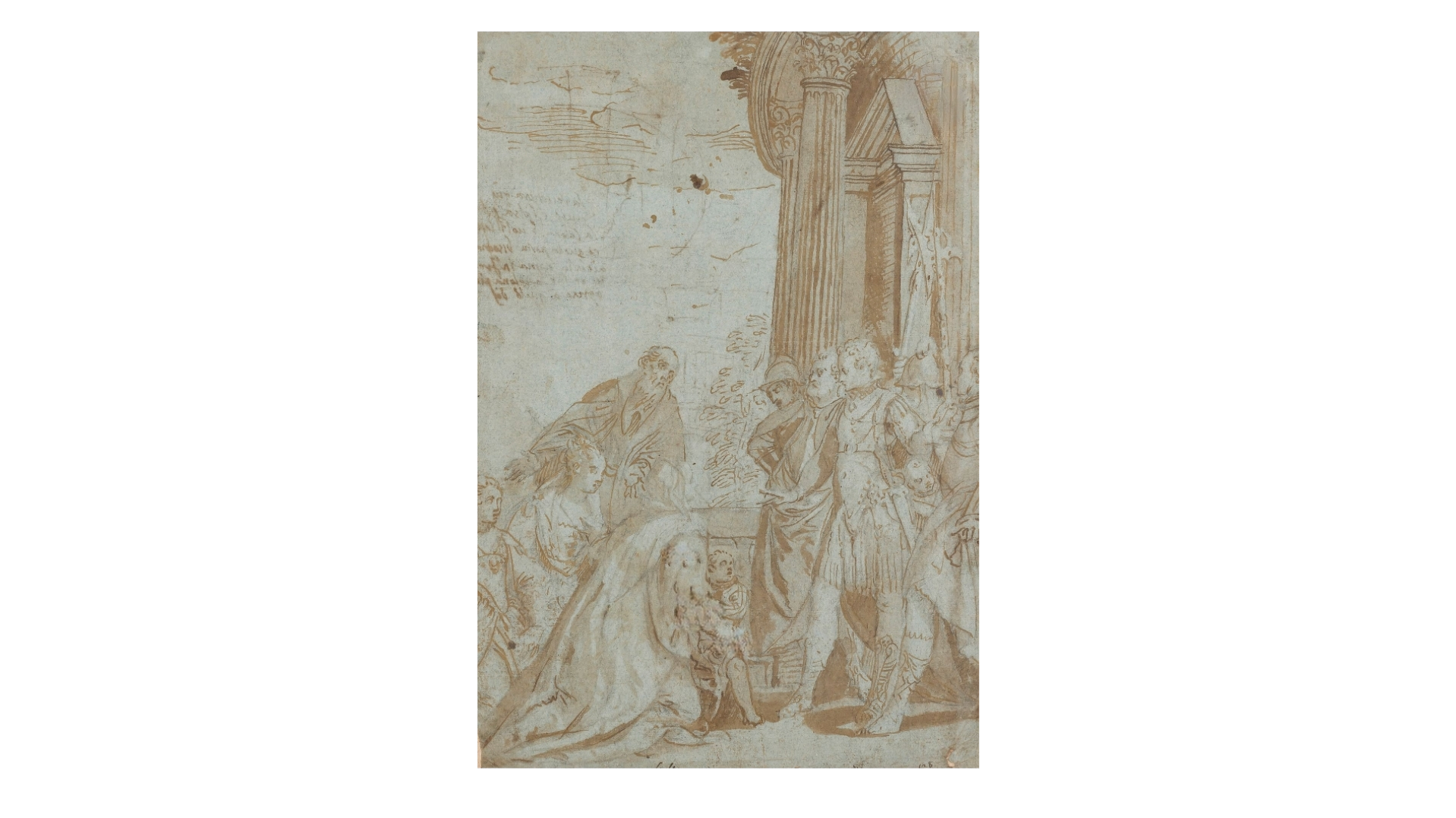
La famille de Darius aux pieds d'Alexandre, d'après Véronèse

## Œuvres
- Le Martyre de sainte Afre, huile sur toile, musée Jeanne-d'Aboville, La Fère
- La famille de Darius aux pieds d'Alexandre, d'après Véronèse, plume, encre brune, lavis brun sur papier bleu (Vente Ader 2024). Ce dessin, vendu lors d'une vente Ader en 2024, s'inspire du tableau de Paolo Caliari, dit Véronèse, intitulé La Famille de Darius devant Alexandre, conservé à la National Gallery de Londres. Le tableau original, réalisé dans les années 1560 pour la république de Venise, représente la rencontre entre Alexandre le Grand et la famille de Darius III après la bataille d'Issos, un épisode chargé de symbolisme. Ce dessin, attribué à Carlo Caliari, fils de Véronèse, reflète son travail au sein de l'atelier familial et montre comment les compositions majeures de son père étaient reprises et étudiées. Le papier bleu, souvent utilisé à l’époque, met en valeur les contrastes des traits et des lavis, donnant à ce dessin une qualité esthétique qui dépasse celle d’une simple copie d’étude.